# Cacao River (Clarke’s River)
Der Cacao River ist ein Bach im Osten von Dominica im Parish Saint David.

## Geographie
Der Cacao River entspringt an einem Ost-Ausläufer des Morne Macaque im Nationalpark Morne Trois Pitons. Der Fluss stürzt steil nach Nordosten und mündet bald in den Clarke’s River. Der Fluss ist ca. 1,7 km lang.